# Čejov
Čejov (deutsch Tschejow, auch Ziegow, Tschiegow) ist eine Gemeinde in Tschechien. Sie liegt drei Kilometer nordnordöstlich von Humpolec und gehört zum Okres Pelhřimov.

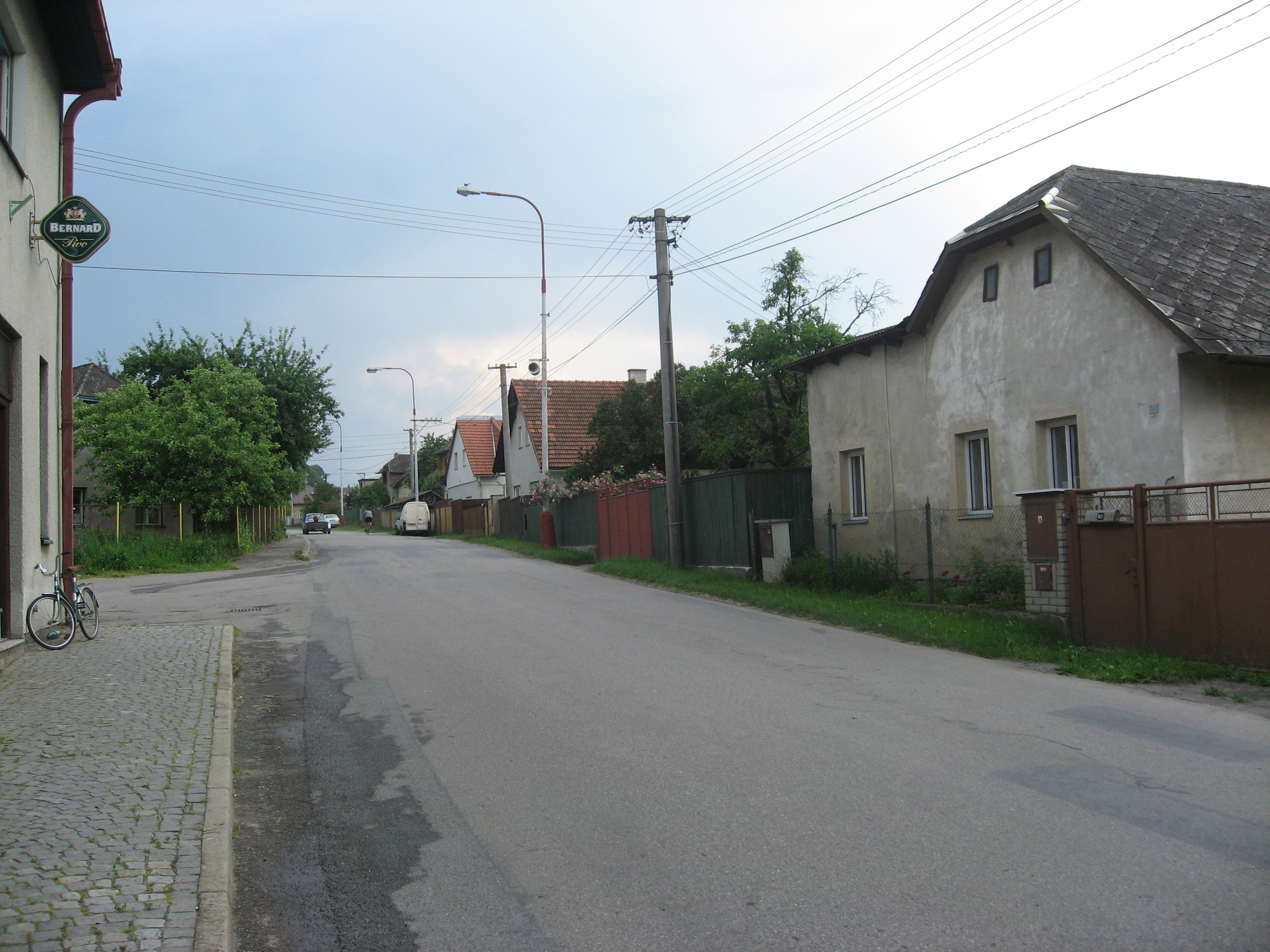
Dorfstraße

## Geographie
Čejov befindet sich am Čejovský potok im Hügelland der oberen Sázava, einem Teilgebiet der Böhmisch-Mährischen Höhe im Grenzgebiet Böhmens zu Mähren. Nordöstlich erhebt sich der Kopec (655 m), im Osten der Orlík (678 m) und im Süden der Rozkoš (644 m) mit der Ruine der Burg Orlík.
Nachbarorte sind Malý Budíkov und Kejžlice im Norden, Leština im Osten, Splav, Zdislavice und Rozkoš im Südosten, Vilémov und Humpolec im Süden, Humpolecké Hadiny im Südwesten, Hadina und Světlice im Westen sowie Budíkov im Nordwesten.

## Geschichte
Die erste urkundliche Erwähnung von Čejov erfolgte im Jahre 1370.

## Gemeindegliederung
Die Gemeinde Čejov besteht aus den Ortsteilen Čejov (Tschejow) und Hadina.

## Sehenswürdigkeiten
- Burgruine Orlík auf dem Rozkoš
- Kapelle am Dorfplatz
- Wassermühle in Hadina